# Ostrówek (powiat grójecki)
Ostrówek – wieś sołecka w Polsce położona w województwie mazowieckim, w powiecie grójeckim, w gminie Warka.
Wieś arcybiskupstwa gnieźnieńskiego w kluczu konarskim w województwie mazowieckim w drugiej połowie XVI wieku, przeszła na uposażenie kapituły gnieźnieńskiej w XVII wieku. 

## Historia
Wieś leżąca na północ od Warki i na południe od Warszawy. Jest położona przy ważnym szlaku komunikacyjnym wiodącym z Góry Kalwarii do Kozienic (DK79). Droga z Potyczy do Ostrówka jest fragmentem starego Traktu Królewskiego (Drogi Czerskiej) z Warszawy przez Czersk, Konary, Ostrówek, Przylot, Pilicę, po drugiej stronie do Magnuszewa, Kozienic, Puław do Lwowa.
Obecnie do wsi Ostrówek jest dołączona osada Pólko. Jest to stara osada, a ślady osadnictwa datowane są na okres epoki żelaza – ok. 700 p.n.e. do VI wieku naszej ery. Znaleziono z tego okresu w Pólku – 5 grobów (jamowe i ciałopalne) – z wyposażeniem – II wiek. Jest też notowana we wczesnym średniowieczu – w tym okresie (X-XII wiek)Pólko to osada hutnicza, znaleziono tu dwa obiekty mieszkalne: – dom o konstrukcji zrębowej, drugi dom – ziemianka z obudową drewnianą i przylegającym piecem hutniczym.
Przywilej z roku 1240, wydany przez księcia Konrada I mazowieckiego potwierdził, że do uposażenia stołu arcybiskupów gnieźnieńskich należało kilka wsi leżących u ujścia Pilicy do Wisły, m.in. Pólko i Ostrówek, które przez ponad 500 lat były własnością biskupów gnieźnieńskich, początkowo jako ich dobra stołowe, a później stały się własnością kapituły katedry gnieźnieńskiej jako dobra chlebowe.
Pierwotny kościół św. Krzyża i św. Trójcy w Pólku fundowali i uposażyli arcybiskupi gnieźnieńscy przypuszczalnie w II poł. XIII w., a Ostrówek należał do tego kościoła.
Książę Ziemowit w roku 1359 potwierdził cały majątek stołu arcybiskupiego na Mazowszu, m.in. miejscowości leżące u ujścia Pilicy do Wisły – Ostrówek i Pólko. Wisła i wpadająca do niej Pilica utworzyły w tym okresie długi (w kierunku wschodnim) cypel z żyzną glebą. Ostrówek leżał nad Pilicą, a Pólko nad Wisłą. Pilica płynęła bliżej skarpy.
Prawdopodobnie w roku 1380 przeniesiona została przez arcybiskupa gnieźnieńskiego Janusza Suchywilka, parafia z Pólka k. Ostrówka do Konar. Kościół w Pólku stał do 1769 r.
Wieś leżała w powiecie wareckim w ziemi czerskiej.
W roku 1511 do parafii Konary należą 4 wsie: Konary, Podgórzyce, Przylot, Ostrówek. W tym też roku biskupi gnieźnieńscy zorganizowali folwark w Ostrówku, który przynależał do Przylotu, najprawdopodobniej są to ziemie dawnego Pólka. – Należą administracyjnie do klucza łęgonickiego.
W roku 1540 pojawia się nawa jednostka administracyjna klucz konarski – w skład którego wchodzi Ostrówek.
W roku 1648 – zanotowano, że "są też spichlerze (mieszczan z Warki) we wsi Ostrówek nad Wisłą w kluczu konarskim".
W roku 1769 w Konarach kapituła gnieźnieńska wystawiła nowy drewniany kościół pw. św. Trójcy. Nastąpiła likwidacja kościoła w Pólku ze względu na częste i obfite wylewy Wisły i Pilicy.
W skład klucza konarskiego w latach 1778 – 1795 wchodził Ostrówek i pojawiła się znów wieś Pólko. Folwark Ostrówek został zlikwidowany w połowie XVIII wieku, gdyż Wisła w czasie powodzi oderwała grunty folwarczne.
1788 – zestawienie: Ostrówek – 28 gospodarstw, 2 rodziny komorników. We wsi spisano, 41 wołów, 56 krów, Powierzchnia lasów – 100 ha.
Pojawia się ponownie Pólko, w którym są 4 gospodarstwa o pow, 12 ha, spisano
6 wołów, 10 krów. Chłopi wsi Pólko w ramach obowiązków spławiali drewno Wisłą do Warszawy.
W roku 1795 nastąpił III rozbiór Polski – Ostrówek znalazły się w zaborze pruskim a wieś została w 1796 roku przejęta na własność skarbu państwa pruskiego.
1827 – Spis mieszkańców. Ostrówek: 27 domów z 179 mieszkańców.
W 1833 r. w skład Dóbr Konary wchodziły m.in.: Ostrówek, w którym były 28 domów i powierzchnia uprawna pól – 497 morgi, Pólko, w którym było 3 gospodarstwa i 102 morgi ziemi uprawnej.
W 1869 Ostrówek liczył 28 domów, 229 mieszkańców i pow. po uwłaszczeniu 494 morgi, Pólko składało się z 3 gospodarstw, 23 mieszkańców i 102 mórg ziemi uprawnej. Obie wsie należały do parafii i gminy Konary
Z funduszu Rozwoju Rolnictwa wsi Konary, Podgórzyc, Ostrówka w 1965 r. mieszkańcy tych wsi założyli Kółko Rolnicze w Konarach.
W latach 1975–1998 miejscowość należała administracyjnie do województwa radomskiego.